# Baldrs draumar
gli Asi in assemblea,
e le Asinnie
tutte a discutere,
e si consultarono,
gli dèi potenti,
perché facesse Baldr
sogni premonitori di rovina.»

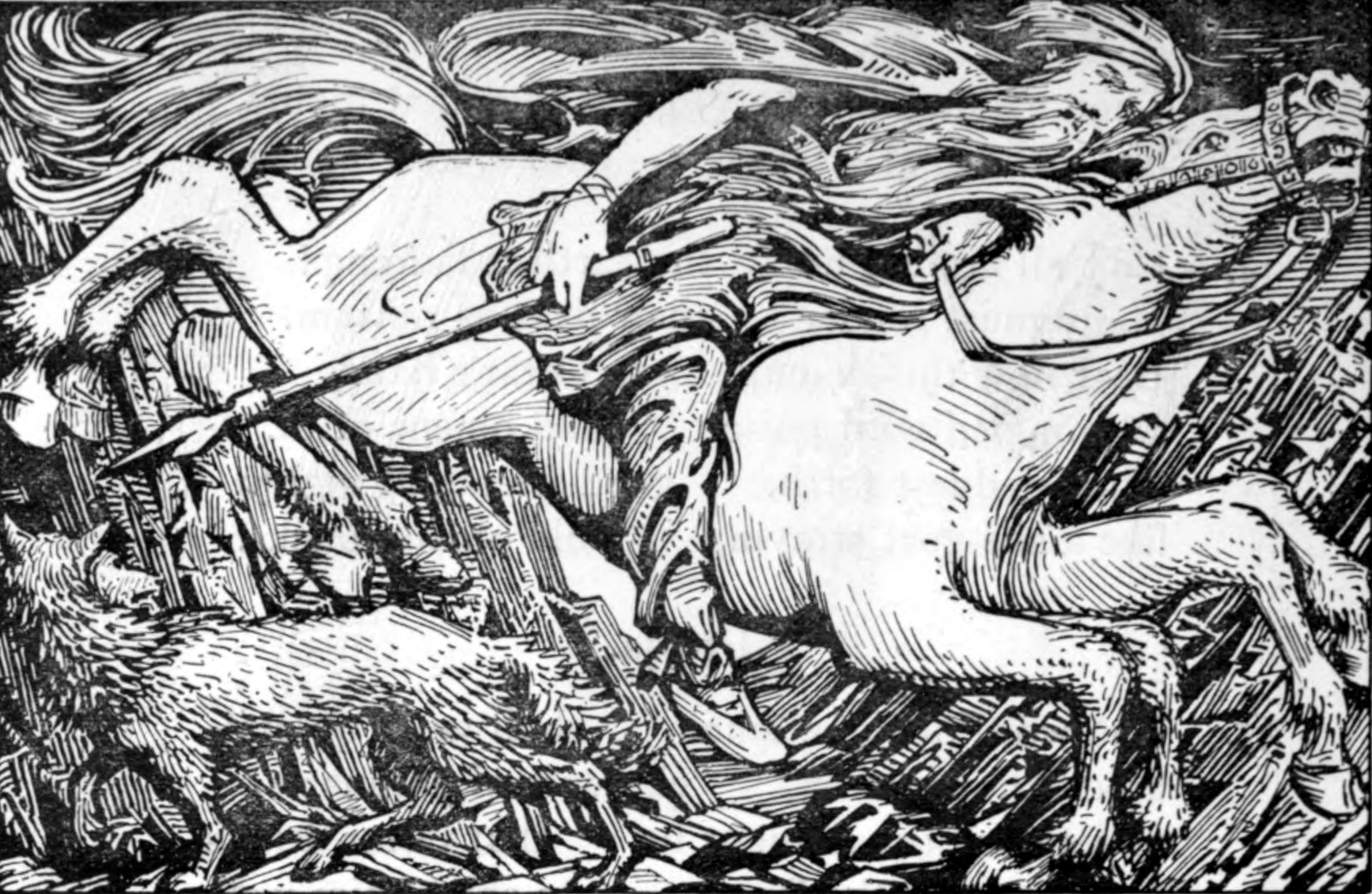

I Baldrs Draumar (italiano: Sogni di Baldr) o Vegtamskviða (italiano: Carme del Viandante) sono una composizione mitologica presente nell'Edda Poetica che ha come soggetto la morte del dio Baldr. Il poema è presente solo nel Codex Arnamagnæanus e quindi viene inserito tra gli Eddica Minora. Mentre il titolo Baldrs Draumar si riferisce direttamente a Baldr, Vegtamskviða fa riferimento a Odino. Vegtamr infatti è uno dei molti nomi di Odino, e che il dio utilizza per interrogare la Veggente.

## Sinossi
Poiché Baldr è tormentato da incubi (ballir draumar), gli dei decidono di mandare Odino a interrogare una veggente che era morta da tempo e sepolta in Hel. Odino risveglia la Veggente con alcuni incantesimi e tra le sue reticenze la costringe a dire la sorte di Baldr, chi sarà il suo assassino, e chi le fanciulle che canteranno al suo funerale. A questo punto la Veggente smaschera Odino, chiamandolo Gautr dell'Umanità, e Odino la insulta negando la sua sapienza e dicendo che lei è la madre di tre giganti. Allora la Veggente gli predice la liberazione di Loki e il Ragnarök e dice nessuno la rivedrà più fino a quel giorno.

## Struttura del poema
Il poema è uno dei carmi più brevi dell'Edda. Consiste in 14 strofe ed è composto con il metro fornyrðislag, formato da quattro strofe separate in due semiversi ciascuna. Il genere è misto: sono presenti la forma narrativa nelle prime quattro strofe e la forma dialogica tra Odino e la Veggente. Le prime due strofe sono molto simili a una scena della Þrymskviða, in cui gli dei si riuniscono per decidere come recuperare il martello di Thor.

## Riferimenti
I Baldrs Draumar potrebbero trattarsi di una manipolazione e di un ampliamento successivi della Völuspá nel brano che riporta la morte di Baldr. Infatti entrambi i poemi mostrano una certa somiglianza nella struttura. Qui apprendiamo alcune cose che nella Völuspá risulterebbero incomprensibili, come per esempio chi sarà il vendicatore di Baldr. Nella Völuspá se ne fa soltanto un accenno, senza che il nome del vendicatore venga fatto, mentre nei Baldrs Draumar la veggente menziona Váli, colui che ucciderà Höðr.
Snorri Sturluson riprende il poema affermando, nell'Edda in Prosa, che prima della propria morte Baldr era tormentato da sogni premonitori e che tutti gli dei già sapevano della sua sorte. Per tale motivo decisero di proteggerlo. A differenza del poema, quindi, Odino non cavalca fino a Hel per interrogare la Veggente.